# 名古屋ボストン美術館
名古屋ボストン美術館（なごやボストンびじゅつかん）は、かつて愛知県名古屋市中区金山に所在した美術館。アメリカのボストン美術館の姉妹館。名古屋ボストン美術館自身は資料の収集・保有はせず、展示資料はすべてボストン美術館から借り受けるシステムとなっていたが、2018年10月8日をもって閉館した。その後の施設利用は名古屋市が公募。2020年から2023年度まで、名古屋市が金山南ビル美術館棟として短期利用向け美術展示館を運営している。

## 立地・概要
名古屋ボストン美術館は金山駅前の金山南ビルの2フロアを使用している。開館から2004年5月21日までは上のフロアを古代オリエント・古代ギリシア・古代ローマ美術の常設展（「古代地中海世界の美術」）に使用していた。その後は廃止し、企画展用のスペース「オープンギャラリー」とした。

## 沿革

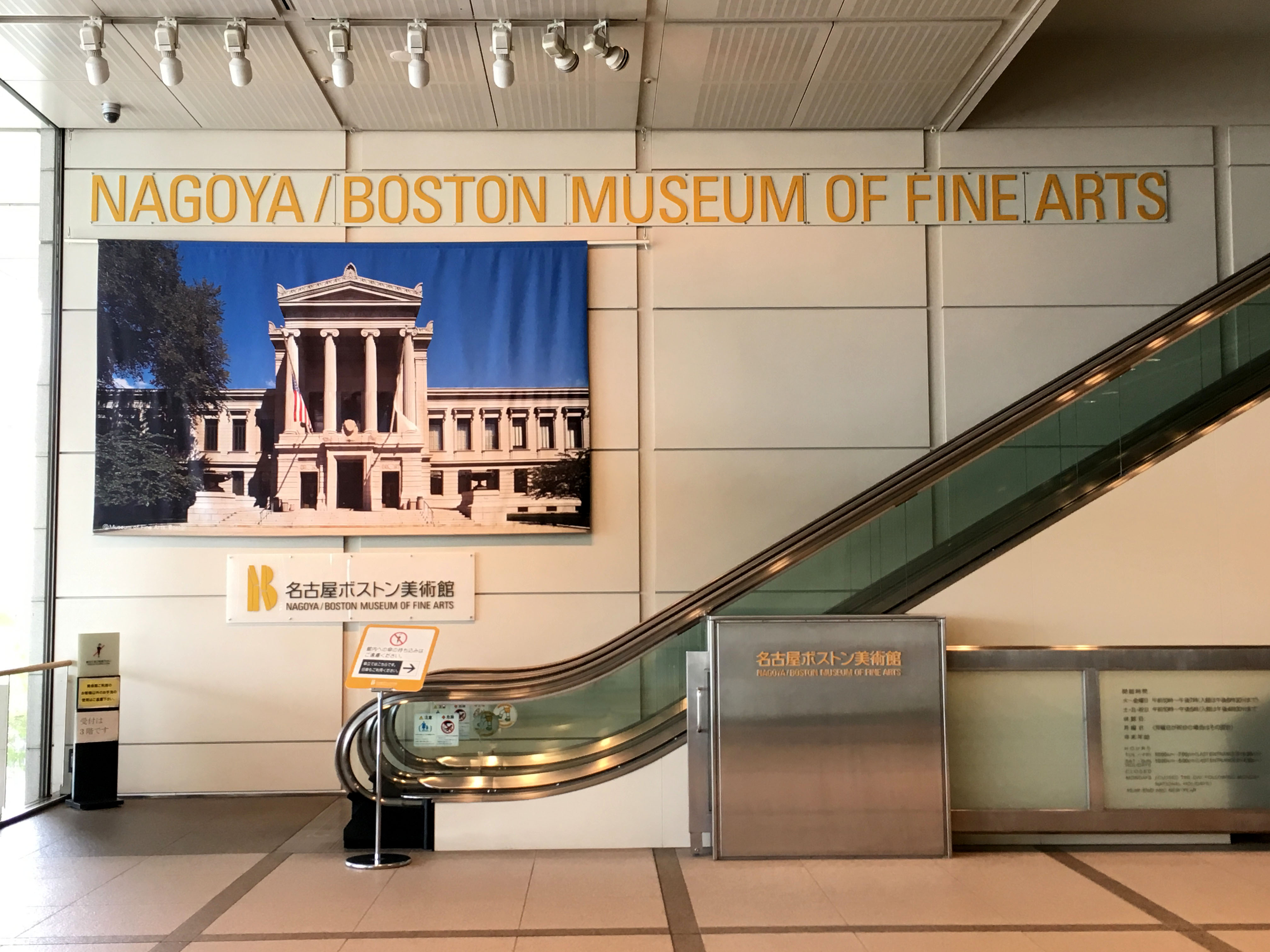
エントランス

- 1991年（平成3年）11月 - 名古屋商工会議所が「名古屋ボストン美術館設立準備委員会」（委員長：加藤隆一名古屋商工会議所会頭）設置を決める。
- 1995年（平成7年）8月 - 美術館を運営する名古屋国際芸術文化交流財団の設立発起人会が開催。
- 1995年（平成7年）11月 - 財団法人の設立許可が下り、初代理事長には旧東海銀行（現・三菱UFJ銀行）元頭取の伊藤喜一郎が就任。
- 1995年（平成7年）12月 - アメリカのボストン美術館との間で「名古屋ボストン美術館」の設立契約が結ばれる。
- 1996年（平成8年）2月 - 美術館が置かれる「金山南ビル」着工。
- 1998年（平成10年）11月 - 「金山南ビル」完成。
- 1999年（平成11年） - 美術館開館。
- 2018年（平成30年）10月8日 - 美術館閉館。

※名古屋ボストン美術館ホームページ「名古屋国際芸術文化交流財団概要・沿革」より。

## 展覧会
- 第1回「モネ、ルノワールと印象派の風景」（1999年4月17日 - 同年9月26日） - バルビゾン派からゴーギャン、ゴッホ、シニャックまでの風景画。ルノワールの数少ない風景画などの、貴重なコレクションを惜しみなく展示した。
- 第2回「岡倉天心とボストン美術館」（1999年10月23日 - 2000年3月26日） - 天心周辺の日本画家の作品と、天心が在職中に収集した東洋美術品。ボストン美術館の中国美術コレクションは、西欧世界では屈指の規模。（天心収集の中国美術品）
- 第3回「平治物語絵巻」（2000年4月11日 - 同年5月7日）
- 第4回「母なる大地の声―アメリカ・サウスウェストプエブロ・インディアン」（2000年5月30日 - 同年10月9日） - プエブロ陶器はボストン美術館のネイティブ・アメリカン・コレクションの中核。
- 第5回「レンズがとらえた20世紀の顔―カーシュ写真展」（2000年10月31日 - 2001年2月25日） - カーシュはカナダの肖像写真家。ボストン美術館の写真コレクションの歴史は長く、スティーグリッツの自作の寄贈（1924年）に始まる。
- 第6回「紅茶とヨーロッパ陶磁の流れ―マイセン、セーブルから現代のティー・セットまで」（2001年3月31日 - 7月22日） - ボストンはながらく、ヨーロッパ船との交易で財をなしてきた街。かつての富裕層の収集品が数多く寄贈されてきた。（ボストン美術館所蔵のヨーロッパ・デコラティブ・アート）
- 第7回「ボストン美術館の至宝―ピラミッドの時代」（2001年9月15日 - 2002年2月3日） - 古代エジプト美術作品、とりわけ古王国時代のものはボストン美術館のまさに看板である。ハーバード大学との共同による1905年から30年にわたるギザ発掘調査の成果。（ボストン美術館収蔵のエジプト美術）
- 第8回「ミレー展」（2002年3月16日 - 同年9月1日） - ピューリタン文化がかつての富裕層の共通基盤であったアメリカにあって、質素、勤勉、自足をイメージさせるミレー作品の人気は根づよい。ボストンはミレー・ブームの先駆けの地であり、ボストン美術館は本国外では最大規模のコレクションを誇る。ボストンの財はミレー晩年の生活を支えていた。
- 第9回「時を超えた祈りのかたち―アジアの心、仏教美術展」（2002年10月5日 - 2003年2月16日） - ボストン美術館の「目玉」は日本美術であるとともに、東洋美術でもある。地理的にはアジア全域、歴史的には2000年を超えるスパンで秀逸な仏教美術品が収集されている。
- 第10回「ボストンに愛された印象派」（2003年4月26日 - 11月9日）
- 第11回「ドイツ・ルネサンス版画の最高峰―デューラー版画展」（2003年11月22日 - 2004年3月21日） - デューラー、レンブラント、ゴヤなどは版画の大家でもある。この分野でもボストン美術館は充実したコレクションを誇る。デューラーを600点所蔵というのは桁外れの規模である。（ボストン美術館所蔵のデューラー版画作品）
- 第12回「ドラクロワからムンクまで―19世紀ヨーロッパ絵画の視点」（2004年4月17日 - 同年9月12日）
- 第13回「美への散策―古代ギリシアから現代アメリカ」（2004年4月17日 - 同年12月5日）
- 第14回「レーン・コレクション アメリカンモダニズム―オキーフとその時代」（2004年10月2日 - 2005年2月20日） - 戦間期のモダニズム時代に活躍していたアメリカ作家の、とくに具象系の作品は、抽象表現主義を消化してすでに久しい今日の目から見た方がかえって新鮮に映る。ボストン美術館にしてはむしろ手薄な領域であったが、1980年代以降、拡張されつつある。（レーン・コレクション）
- 第15回「ローダー・コレクション美しき日本の絵はがき展」（2005年1月2日 - 同年2月20日）
- 第16回「ボストン美術館の巨匠たち―愛しきひとびと」（2005年3月19日 - 同年9月25日） - ルノワールの代表作中の代表作『ブージヴァルのダンス』は待ち望まれた出品。
- 第17回「中国湖南省五千年―墨書と造形にみる名宝特別展」（2005年5月10日 - 同年6月2日）
- 第18回「花鳥画の煌き―東洋の精華」（2005年10月22日 - 2006年5月21日） - 徽宗（北宋皇帝）の『五色鸚鵡図』は、中国に残っていれば国宝指定はほぼ間違いない。1933年、富田幸次郎（後述）が日本で購入した。
- 第19回「自然へのまなざし―尾張の本草学者伊藤圭介展」（2005年10月22日 - 2006年1月9日）
- 第20回「肉筆浮世絵展―江戸の誘惑」（2006年6月17日 - 同年8月27日）
- 第21回「ヨーロッパの肖像画とまなざし―16~20世紀の顔」（2006年9月16日 - 2007年2月4日）
- 第22回「アメリカ近代写真のパイオニア」（2006年1月21日 - 同年8月27日）
- 第23回「アメリカ絵画 子どもの世界」（2007年3月17日 - 同年8月19日）
- 第24回「シャーフコレクション アメリカ車のデザイン」（2007年3月17日 - 同年8月19日）
- 第25回「レンブラント版画展―呼び交わす光と闇」（2007年9月8日 - 12月9日）
- 第26回「ボストン美術館 浮世絵名品展」（2008年1月2日 - 4月6日）
- 第27回「クロード・モネの世界」（2008年4月26日 - 9月28日）
- 第28回「駒井哲郎銅版画展」（2008年4月26日 - 9月28日）
- 第29回「日米修好通商条約150周年記念―ペリーとハリス泰平の眠りを覚ました男たち」（2008年10月18日 - 12月21日）
- 第30回「ゴーギャン展」（2009年4月18日 - 6月21日） - 我々はどこから来たのか　我々は何者か　我々はどこへ行くのか日本初公開
- 第31回「ノリタケデザイン 100年の歴史」（2009年4月18日 - 同年8月30日）
- 第32回「愛と美の女神ヴィーナス―ギリシア神話から現代へ」（2009年7月18日 - 同年11月23日）
- 第33回「名古屋城障壁画よみがえる400年の輝き」（2009年9月19日 - 同年11月23日）
- 第34回「永遠に花咲く庭―17~19世紀西洋植物画」（2009年12月12日 - 2010年4月4日）
- 第35回「ザ・風景―変貌する現代の眼」（2010年4月24日 - 同年9月12日）
- 第36回「時の遊園地」（2010年4月24日 - 同年9月12日）
- 第37回「ボストン美術館浮世絵名品展―錦絵の黄金時代~清長 歌麿 写楽」（2010年10月9日 - 2011年1月30日）
- 第38回「響きあううつわ―出光美術館日本陶器コレクション」（2011年2月26日 - 同年3月27日）
- 第39回「ジム・ダイン 主題と変奏：版画制作の半世紀」（2011年4月23日 - 同年8月28日）
- 第40回「恋する静物―静物画の世界」（2011年9月17日 - 2012年2月19日）
- 第41回「呼びとめられたものの光」（2011年9月17日 - 2012年2月19日）
- 第42回「What's an Icon of Style―時代を彩るファッション」（2012年3月17日 - 同年5月27日）
- 第43回「日本美術の至宝(前期)」（2012年6月23日 - 同年9月17日） - 『吉備大臣入唐絵巻』前期公開
- 第44回「日本美術の至宝(後期)」（2012年9月29日 - 同年12月9日） - 『吉備大臣入唐絵巻』後期公開
- 第45回「ドラマチック大陸―風景画でたどるアメリカ」（2013年1月12日 - 同年5月6日）
- 第46回「すくいとられたカタチ― FORMS IN FLUX」（2013年1月12日 - 同年5月6日）
- 第47回「アートに生きた女たち」（2013年5月25日 - 同年9月29日）
- 第48回「北海道立近代美術館名品展―日本画の巨匠たち~大観 栖鳳 片岡球子~」（2013年10月19日 - 同年12月1日）
- 第49回「ボストン美術館浮世絵名品展 北斎」（2013年12月21日 - 2014年3月23日）
- 第50回「ミレー展ーバルビゾンとフォンテーヌブローの森から」（2014年4月19日 - 同年8月31日）
- 第51回「美術する身体―ピカソ マティス ウォーホル」（2014年9月20日 - 同年11月30日）
- 第52回「華麗なるジャポニスム―印象派を魅了した日本の美」（2015年1月2日 - 同年5月10日） - クロード・モネの『ラ・ジャポネーズ』を東京・世田谷美術館、京都市美術館に次いで日本初公開。
- 第53回「ダブル・インパクト―明治ニッポンの美」（2015年6月6日 - 同年8月30日）
- 第54回「ヴェネツィア展―魅惑の都市の500年」（2015年9月19日 - 2016年2月21日）
- 第55回「ルノワールの時代―近代ヨーロッパの光と影」（2016年3月19日 - 同年8月21日）
- 第56回「俺たちの国芳 わたしの国貞」（2016年9月10日 - 同年12月11日）
- 第57回「MOA美術館所蔵吉田博大版画展―抒情の風景」（2017年1月14日 - 同年2月26日）
- 第58回「三菱東京UFJ銀行貨幣資料館蔵歌川広重東海道五拾三次展」（2017年3月18日 - 同年5月14日）
- 第59回「ボストン美術館パリジェンヌ展―時代を映す女たち」（2017年6月10日 - 同年10月15日）
- 第60回「ボストン美術館浮世絵名品展鈴木春信」（2017年11月3日 - 2018年1月21日）
- 第61回「ボストン美術館の至宝展―東西名品、珠玉のコレクション」（2018年2月18日 - 同年7月1日） - 英一蝶の涅槃図が約170年ぶりの解体修理を経て初の里帰り[2]。
- 第62回「ボストン美術館最終展―ハピネス~明日の幸せを求めて~」（2018年7月24日 - 同年10月8日）

展覧会期間が重なるのは、同時開催されたものを含むためである。

## 存続問題および跡地問題
米国のボストン美術館との姉妹館契約は20年間で、契約満了前に更新するかどうかを検討するとの内容だった。しかし、契約内容は名古屋側に展示品の選定権が無く、ボストンの所蔵品と他の美術品を一緒に展示できないなど、名古屋側に不利な内容となっており、企画立案の足かせとなった。さらに、開館後20年間でアメリカ側へ約5千万ドルを寄付することも義務付けられていた。
開館初年度の1999年（平成11年）の入館者数は70万3,000人を記録したものの、翌年度以降は年平均20万人と、当初予測していた平均33万人を下回り、慢性的な赤字が続いた。その結果、開館10年にして中部財界が拠出した設立・運営資金75億円は底を突き、アメリカ側へ後半10年間で支払う寄付金37億円が残った。2002年（平成14年）には研究部門の学芸部を廃止。開館から10年目にして閉館との報道が流れた。美術館運営・管理学者の岩淵潤子は、朝日新聞の取材に応じ、名古屋ボストン美術館の姿勢を批判して「美術館は入場料収入だけで賄える施設ではありません。開館時すでに不況で、これほど不平等な契約では赤字拡大は予測できたはず。美術館は一度つくったら続ける義務があるとの考えが無かったのかと疑いたくなります」と述べた。学芸部の廃止については、「運営する財団がハコさえあればいいと表明したわけで、美術館は学芸員がつくるものだという発想が無い。施設の根幹に関わる問題です」と述べた。
2005年（平成17年）3月23日、運営主体の名古屋国際芸術文化交流財団の理事長に就任した小笠原日出男（UFJ銀行名誉顧問、名古屋商工会議所副会頭）は、存続を前提に努力すると記者会見。地元財界や愛知県、名古屋市など関係団体に協力を求めるとともに、アメリカ側とも、寄付金の減額など契約内容の変更を求めて交渉すると述べた。
財団は、まず2009年度からの後半10年の契約について、寄付金の残金37億円を17億円へ減額することでアメリカ側と合意。次に、今後10年間の収支見込み全体では、支出予測から収入予測を差し引くと、なお55億円の不足が予想されることから、地元経済界に対し35億円の支援を、愛知県と名古屋市には、市と県が15億円ずつ拠出していた経営安定化基金30億円を取り崩し、県と市でそれぞれ10億円、合計20億円の支援を要請した。
美術館開館設立に先立つ1996年（平成8年）1月に、財団と愛知県、名古屋市の間で交わした覚書では、経営安定化基金は美術館解散の時には県と市に寄付すると決められ、取り崩しを禁じ、赤字の補填も要請しないとされていたが、2006年（平成18年）3月23日の名古屋市議会経済水道委員会で議論の末に支援が可決された。松原武久名古屋市長は「これが最後の支援と認識している」と述べた。
また、アメリカ側との交渉では、原則として米国ボストン美術館の展示に合わせていた企画展に関し、名古屋側が独自に委員会を設け内容を決定して開催できるように変更。著名な芸術家など魅力的な企画展の開催と、地元に密着した展示物の増加、子供の教育に関係した展示の拡大を図り、従来はアメリカ側の許可が必要だった展示室の利用を一部に限り名古屋側が自由に使えるような契約内容の変更も合意され、ひとまず2018年までの存続が決定した。2019年3月に20年間の契約満了を迎えるが、その後の青写真は描けていない。
2006年（平成18年）9月に学芸部を復活し5名の学芸員を配置。同年10月に馬場駿吉が館長に就任した。
しかし、2016年（平成28年）5月25日において、資金不足を理由に展示品を借り受けているボストン美術館との契約を2018年度末以降は更新しない方向で最終調整に入った。名古屋国際芸術文化交流財団の理事会で報告し、美術館施設の今後の利用についての検討を急いでいる。
2016年6月に開催された財団の評議員会にて、当館はボストン美術館との契約を更新せず、2018年度末までに閉館することが決定した。
2018年7月24日 - 10月8日「ハピネス～明日の幸せを求めて」が名古屋ボストン美術館最終展となった。
2018年6月11日名古屋市の収支では約34億円の赤字となる見込みを明らかにした。1999年開館し、これまでに62億円を支出してきた。2018年10月閉館後の跡地活用方法は白紙。名古屋市が金山南ビル3-5フロアを43億7000万円で取得し、運営する名古屋国際芸術文化交流財団に年1億円で貸し付けている。名古屋市は取得費のほか経営安定化基金に拠出した15億円や建物管理費など合わせた計62億円を支出。一方回収できたのは貸付料や基金の残金など約28億円。名古屋市は東海地方の開発業者など98社にアンケートしたが、美術館や博物館として利用する希望はなかった。名古屋ボストン美術館は年4億円から5億円程度の赤字が続いた。
跡地としての活用も見通せていない。建築基準法に伴い、施設に窓はなく、特殊な空調を設けるなど展示施設として造られているのが主な要因で、飲食店などとして利用するには莫大な改修費が必要となる。その改修費も数十億円が必要で、隣接するホテルの改修も行わないといけないため、大規模なものになることも要因になっている。名古屋市としては後に入るテナントは「美術館か博物館」としているが、赤字で閉館した美術館の跡地に美術館・博物館を誘致する姿勢に対して疑義が呈されている。
2020年から名古屋市が金山南ビル美術館棟として、短期利用を認める方向に転換し、2023年度まで1カ月単位で利用を募集することになり、2021年2-5月にバンクシー展、2021年7-8月には、恐竜をテーマとする展覧会が開かれる予定。

## その他
2011年2月26日から同年3月27日の「出光美術館 日本陶器コレクション」で、ボストン美術館収蔵品ではない作品のみの展覧会が初めて催された。以前もボストン美術館収蔵品でない作品展示は有った（第31回「ノリタケの森」、第33回「名古屋城障壁画」など）ものの一部であり、展覧会作品全部がボストン美術館収蔵品でないのは今回が初であった。
同様の取り組みは2013年10月19日から同年12月1日の「日本画を彩った巨匠たち～大観、栖鳳、珠子～北海道立近代美術館名品選」でも行われた。このほか、2017年1月14日から同年2月26日の「吉田博木版画展」はMOA美術館、2017年3月18日から同年5月14日の「歌川広重東海道五十三次展」は三菱東京UFJ銀行貨幣資料館（現・貨幣・浮世絵ミュージアム）の所蔵品を借り受け、ボストン美術館収蔵品でない展覧会となった。